# Sven Häckel
Sven Häckel (* 5. April 1975) ist ein ehemaliger deutscher Eishockeyspieler, der unter anderem für den Iserlohner EC und ASV Hamm in der zweithöchsten deutschen Spielklasse aktiv war.

## Karriere
Sven Häckel spielte in der Jugend für den ECD Sauerland bzw. ab 1994 für dessen Nachfolgeverein Iserlohner EC, in dessen erster Mannschaft er in der Saison 1994/95 bereits zu 19 Einsätzen kam. Nach dem Aufstieg trat er in der Spielzeit 1995/96 in der direkt unterhalb der Deutschen Eishockey Liga (DEL) angesiedelten 1. Liga an. In derselben Spielklasse war er in der Saison 1997/98 für den ASV Hamm aktiv. Ein Jahr später spielte er für den EHC Dortmund in der Regionalliga und zog sich anschließend endgültig in den Amateurbereich zurück. Von 1999 bis 2013 gehörte er in unterschiedlichen Ligen zum Team der Soester Bördeindianer, bei denen er mit 208 Toren und 209 Vorlagen in der Liste der Rekordscorer an dritter Stelle steht.

## Erfolge und Auszeichnungen
- 1995 Aufstieg in die 1. Liga mit dem Iserlohner EC
- 2007 Aufstieg in die Landesliga mit den Soester Bördeindianern
- 2009 Aufstieg in die Verbandsliga mit den Soester Bördeindianern